# Julio Grondona
Julio Humberto Grondona (Avellaneda, Buenos Aires, 18 de septiembre de 1931-Buenos Aires, 30 de julio de 2014) fue un dirigente de fútbol argentino que se desempeñó como presidente de la AFA durante 35 años (1979-2014), y como vicepresidente sénior de la FIFA, siendo la persona que más años estuvo al frente del ente regulador del fútbol argentino.

## Vida familiar
Julio Humberto Grondona provenía de una familia dedicada al comercio. Su padre, Henrique Grondona, era propietario de la ferretería Lombardi y Grondona, ubicada en Sarandí, la cual sigue en funcionamiento. Su madre, Julia Solari, falleció en 2009 a los 102 años. La familia residía en la planta superior del local, donde inicialmente los seis hijos compartían una misma habitación hasta que su padre construyó una vivienda completa en el mismo nivel.
Grondona comenzó sus estudios en ingeniería, pero no los finalizó debido a la enfermedad de su padre, lo que lo llevó a hacerse cargo del negocio familiar.
En la ferretería conoció a Nélida Pariani, con quien contrajo matrimonio y tuvo tres hijos: Liliana Nélida, Julio Ricardo y Humberto Mario. Permanecieron casados hasta 2012, año en que Pariani falleció a causa de un cáncer.
En 1973, su hijo Humberto fue secuestrado tras salir de un entrenamiento del Arsenal Fútbol Club y permaneció cautivo durante ocho días. Grondona acordó su liberación mediante el pago de treinta millones de pesos y la entrega de dos ambulancias al hospital Fiorito.

## Carrera deportiva
En su rol como futbolista, Julio Grondona se desempeñaba en la posición de volante de creación. Inició su carrera en 1948 al ser fichado por River Plate, y llegó a la quinta división. Posteriormente, pasó por Defensores de Belgrano, donde tuvo breve participación en la tercera división, hasta que finalmente se convirtió en jugador del Arsenal Fútbol Club. Durante su etapa en el club de Sarandí, se desempeñó simultáneamente como dirigente.

## Carrera dirigencial
Comenzó su carrera como dirigente de fútbol al fundar el 11 de enero de 1956, junto a otros como su hermano Héctor, Juan Carlos Urtasún, Juan Elena y Américo Besada en el Arsenal Fútbol Club, ubicado en la ciudad de Sarandí. Ocupó la presidencia de ese club durante casi veinte años, desde 1957 a 1976, y desde ese año hasta 1979 fue presidente del Club Atlético Independiente, donde consiguió los títulos de campeón de la Copa Interamericana de 1976, el Nacional de 1977, en Córdoba, frente a Talleres (C), en una histórica consagración con ocho jugadores, y en el de 1978, en la final frente a River Plate.
Su campaña como dirigente de Independiente arrancó en 1964, cuando fue convocado para presidir la comisión de fútbol profesional. En 1970, tras la derrota de la Lista Roja en las elecciones del club, se alejó de la institución, para retornar a la misma en 1976, tras imponerse en las elecciones derrotando al oficialista José Epelbóim, a la sazón responsable del fútbol profesional del Independiente multicampeón de los 70.
El 6 de abril de 1979, casi un año después de que la selección de Argentina consiguiera su primera Copa Mundial de Fútbol en el torneo disputado en el país, fue designado presidente de la Asociación del Fútbol Argentino (AFA), con el importante apoyo de Carlos Alberto Lacoste. Ejerció este cargo de manera ininterrumpida, desde 1979 hasta la fecha de su muerte, ocurrida el 30 de julio de 2014. Asimismo, fue vicepresidente primero de la FIFA desde el 30 de abril de 1988, ocupando la presidencia de la Comisión de Finanzas y el Consejo de Mercadotecnia y Televisión de la misma entidad.

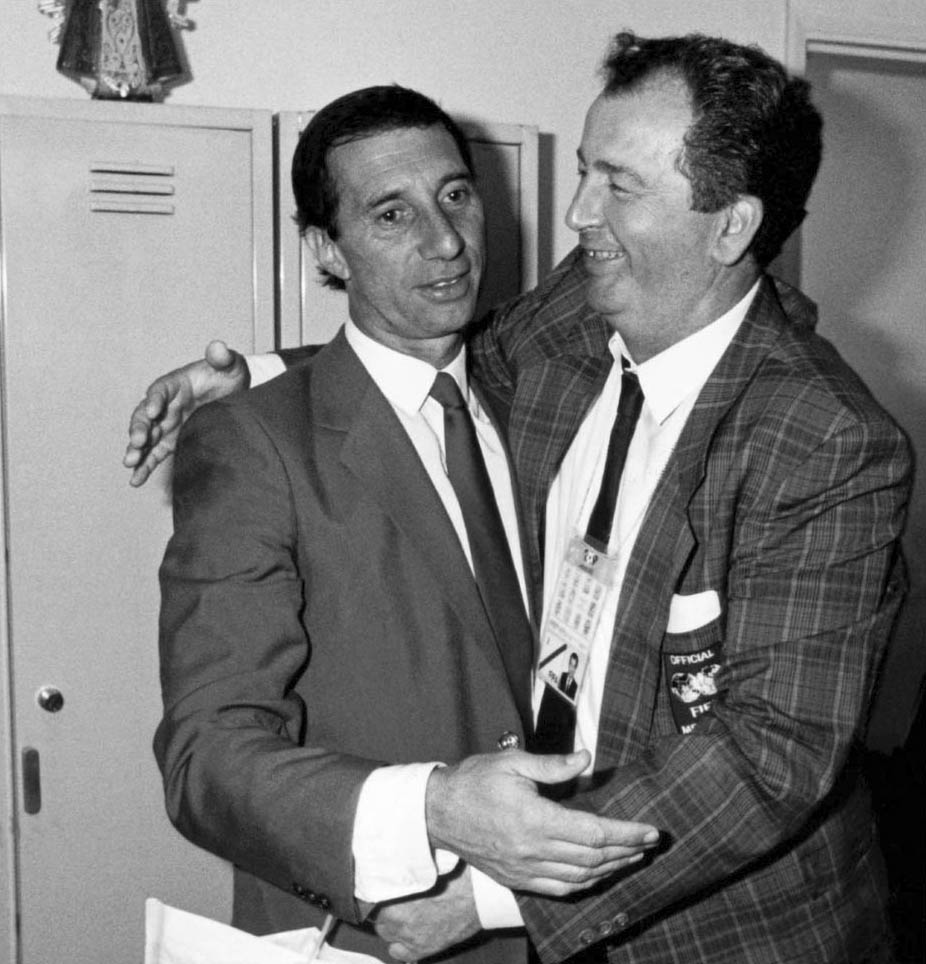
Grondona junto con Bilardo tras la consagración de la selección de fútbol de Argentina en la Copa Mundial de la FIFA 1986.

Durante su gestión al frente de la AFA, la selección de Argentina obtuvo la Copa Mundial de la FIFA 1986, dos medallas de oro en los Juegos Olímpicos de Atenas 2004 y Pekín 2008, la Copa FIFA Confederaciones 1992, y las Copas América de 1991 y 1993, además de 6 mundiales juveniles sub-20 (1979, 1995, 1997, 2001, 2005, y 2007), y varios campeonatos sudamericanos juveniles. Además, se construyó el Complejo Habitacional Deportivo de Ezeiza, lugar de concentración y entrenamiento de las selecciones nacionales.

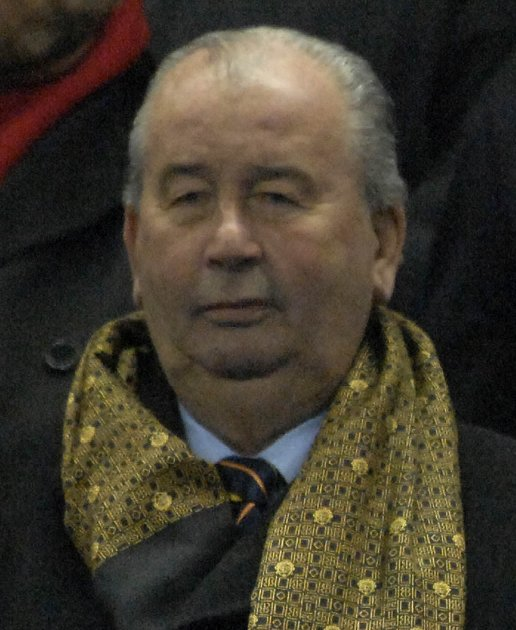
Julio Grondona en 2007.

## Controversias
En 1969, siendo presidente de Arsenal, fue suspendido por un año por la AFA para ejercer como dirigente tras agredir al árbitro Filaccione, lo que le impidió presentarse como candidato a presidente de Independiente en las elecciones de 1970. Grondona por entonces era simultáneamente presidente de Arsenal y presidente de la subcomisión de fútbol profesional de Independiente.
En 2010 ante el reclamo de los clubes que jugaban el Torneo Argentino A pidiendo un aumento del presupuesto para hacer frente a los altos costos que requería dicho torneo, la respuesta de Grondona fue: «A mí no me importa un carajo si ustedes juegan o no; ya eché a Maradona y no tendría problemas con ustedes».
Según palabras del propio Grondona «El Argentino C es un torneo de potrero organizado», haciendo referencia al Torneo del Interior del que participan clubes del interior del país.
El expresidente del Club Atlético Independiente, Andrés Ducatenzeiler, afirmó que hizo un «pacto de caballeros» para que lo dirijan árbitros de ambos sindicatos existentes en Argentina al verse amenazado por el descenso y una supuesta digitación desde la AFA para que eso suceda. Años después, entre otras cosas diría: «Los clubes que no pactan con Grondona terminan fundidos». Según lo dicho por el presidente rojo de 2002, Grondona siguió adelante con lo acordado hasta que faltando tres fechas para la finalización del campeonato, con Independiente ya fuera de peligro de descenso, se vuelven a reunir y le dice que los últimos 3 árbitros lo designará él. En ese mismo momento se produce la ruptura entre ambos personajes, el club de Avellaneda lograría el campeonato y poco tiempo después, Andrés Ducatenzeiler fue a juicio contra el diario y la AFA, del cual salió airoso, pero sin repercusión en los medios de la tela que dejó para cortar en cuanto a la toma de decisiones en la asociación argentina y el papel de Grondona en ellas.
En octubre de 2002, el juez Juan José Mahdjoubian decidió procesar Julio Grondona junto al empresario y presidente de Boca Mauricio Macri por administración fraudulenta en la compra de los sistemas de video para controlar la seguridad en los estadios. El magistrado sospechaba el pago de sobreprecios en la contratación del club de la Ribera: Boca pagó US$ 1 214 730, mientras que otros clubes como River pagaron un monto apenas superior al medio millón de dólares.Tanto Mauricio Macri como Grondona fueron sobreseídos.
En agosto de 2009, ante el pedido del entonces expresidente argentino Néstor Kirchner y durante el mandato de la esposa de este último, Cristina Fernández de Kirchner, rompió unilateralmente el contrato que la empresa Tyc Sports mantenía con la Asociación de Futbol Argentino, para la televisación de los partidos de la liga argentina, aceptando el pago de 600 millones de pesos del gobierno de Fernández de Kirchner para que el fútbol sea transmitido por la televisión abierta. Esto le valio un juicio millonario a la AFA por parte de TyC Sports.
A finales de 2011 el empresario Carlos Ávila promovió una denuncia contra Grondona, por presunta «administración fraudulenta» y «lavado de dinero». En la causa se incluyeron diversas pruebas y una cámara oculta que comprometía a Grondona y amenazaba de muerte al periodista Alejandro Fantino. La denuncia no prosperó.
A partir de su muerte, y con la intervención de la Justicia de Estados Unidos, las denuncias sobre su persona fueron abrumadoras. En 2017, Eladio Rodríguez exempleado de Torneos, declaró que Julio Grondona «cobraba siempre en efectivo sobornos por derechos de TV de los partidos amistosos de la Selección argentina, por los de eliminatorias para los Mundiales, por la Copa Libertadores y la Copa Sudamericana».
La plataforma de video bajo demanda Amazon Prime Video realizó una serie de 8 capítulos denominada El Presidente basada en su vida, dirigida por Armando Bó que terminó siendo cuestionada por la crítica y por la familia de Grondona. Según el periodista Ernesto Cherquis Bialo carece de rigor investigativo sobre los hechos relatados. Es protagonizada por Luis Margani caracterizando a un Grondona que tenía dificultades para caminar con su pie derecho cuando el verdadero no tenía esa incapacidad. Además Grondona nunca consumió bebidas alcohólicas, ni jugó juegos de azar. Dos hijos de Grondona, Liliana y Julio, publicaron un comunicado en la red social Twitter repudiando el documental en donde afirmando que le imputan a su padre actos que afectan su dignidad, buen nombre y honor.

## Muerte
En las primeras horas del 30 de julio de 2014 ingresó para su atención al Sanatorio Mitre, de la ciudad de Buenos Aires, tras una súbita indisposición, que comenzó la noche anterior. Sin embargo, mientras estaba siendo preparado para intervenirlo quirúrgicamente, sufrió la ruptura de un  aneurisma en la aorta abdominal (AAA), lo que terminó provocando su fallecimiento. El deceso ocurrió a las 12:51 y fue comunicado oficialmente a las 13:30, hora de Argentina. Tenía 82 años de edad y hasta el momento continuaba ejerciendo la presidencia de la Asociación del Fútbol Argentino, cargo que ostentaba de manera ininterrumpida desde el año 1978. Su lugar al frente de la AFA fue ocupado de forma provisional por el vicepresidente 1.º,  Luis Segura, por indicación del estatuto de sucesión de la AFA.
Se realizó el velorio en el predio de la AFA que tiene en Ezeiza. Muchas figuras del ambiente futbolístico, político y dirigencial pasaron por allí, entre las más destacadas fueron: el jefe de gobierno de la ciudad de Buenos Aires Mauricio Macri, el jefe de gabinete nacional Jorge Capitanich, el gobernador de la provincia de Buenos Aires Daniel Scioli, el DT de la selección nacional Alejandro Sabella, el presidente de la Conmebol Eugenio Figueredo y su antecesor el paraguayo Nicolás Leoz. Los presidentes de Boca Juniors, Daniel Angelici; de River Plate, Rodolfo D'Onofrio; de Independiente Hugo Moyano, y el vicepresidente de San Lorenzo, el conductor Marcelo Tinelli y los ex DT Carlos Bilardo, Alfio Basile y José Pékerman.
Además, asistieron al velatorio los jugadores de la selección Javier Mascherano, Maxi Rodríguez, Fernando Gago y Lionel Messi, al igual que el presidente de la FIFA Joseph Blatter. Por último, Juan Román Riquelme, Martín Palermo, Bambino Veira, Reinaldo Merlo y Cristian González.
Sus restos fueron inhumados en la bóveda familiar del cementerio de Avellaneda.